# Kvadruplegie
Kvadruplegie je úplné ochrnutí všech čtyř končetin a trupu, způsobené poškozením míchy v dolní krční oblasti. Termín kvadruplegie vychází ze spojení dvou různých slov. Jedno pochází z latiny a druhé z řečtiny. Výraz „kvadru“ vznikl z latinského quattuor, což znamená „čtyři“, čímž odkazuje na počet postižených končetin. Slovo „plegie“ je původem z řeckého plegia a znamená „ochrnutí“. Někdy se používá původem pouze řecký termín tetraplegie.
Častou příčinou takového vážného tělesného postižení (většinou doživotního) je poranění míchy při úrazu, například autonehodě, pádu z výšky nebo skokem do mělké vody.
Podle výšky poškození míchy v krční oblasti dělíme ochrnutí do několika úrovní:
- lidé s nejnižší úrovní míšního poškození jsou samostatní ve většině aktivit, i když bez základní asistence se také neobejdou.
- do střední úrovně patří osoby, které jsou schopny si částečně sednout, zvládnout základní úchopy při hygieně a jídle, přesunout se na vozík, či obléknout si horní polovinu těla. Tito lidé jsou více závislí na asistenci dalšího člověka a často potřebují elektrický vozík pro svobodnější pohyb. Na vhodném povrchu však někdy dokážou ovládat i lehký mechanický vozík. Potřebují různé kompenzační pomůcky, hlavně pro ruce a také častější komplexní rehabilitaci, která je zde velmi důležitá. Někdy mohou zvládnout například i řízení upraveného automobilu, což vede k další soběstačnosti.
- v případech nejvyššího postižení jsou tito lidé zcela odkázáni na své okolí, protože mají ochrnuté celé tělo, někdy i včetně mluvidel. Pro možný pohyb těchto osob je nutný elektrický vozík ovládaný bradou, pro komunikaci mohou používat ústní tyčku, ovládat počítač jazykem, případně očima.

Přes veškerá omezení pohybového aparátu a další negativní zdravotní a sociální aspekty je však často reálné, aby kvadruplegici mohli pracovat a realizovat se jako zdraví lidé.[zdroj?]